# سرشماری ۱۹۹۰ ایالات متحده آمریکا
سرشماری ۱۹۹۰ ایالات متحده آمریکا بیست و یکمین دوره، از دوره‌های ۱۰ ساله سرشماری در ایالات متحده آمریکا بود. این سرشماری در ۱ آوریل ۱۹۹۰ برگزار شد.

## رتبه‌بندی ایالات
| رتبه | ایالت               | جمعیت در سرشماری سال ۱۹۸۰ | جمعیت در سرشماری سال ۱۹۹۰ Census | تغییرات    | درصد تغییر |
| ---- | ------------------- | ------------------------- | -------------------------------- | ---------- | ---------- |
| ۱    | کالیفرنیا           | ۲۳٬۶۶۷٬۷۶۴                | ۲۹٬۷۶۰٬۰۲۱                       | ۶٬۰۹۲٬۲۵۷  | ۲۵٫۷٪      |
| ۲    | نیویورک (ایالت)     | ۱۷٬۵۵۷٬۰۰۰                | ۱۷٬۹۹۰٬۴۵۵                       | ۴۳۳٬۴۵۵    | ۲٫۵٪       |
| ۳    | تگزاس               | ۱۴٬۲۲۸٬۰۰۰                | ۱۶٬۹۸۶٬۵۱۰                       | ۲٬۷۵۸٬۵۱۰  | ۱۹٫۴٪      |
| ۴    | فلوریدا             | ۹٬۷۳۹٬۰۰۰                 | ۱۲٬۹۳۷٬۹۲۶                       | ۳٬۱۹۸٬۹۲۶  | ۳۲٫۸٪      |
| ۵    | پنسیلوانیا          | ۱۱٬۸۶۷٬۰۰۰                | ۱۱٬۸۸۱٬۶۴۳                       | ۱۴٬۶۴۳     | ۰٫۱۲٪      |
| ۶    | ایلینوی             | ۱۱٬۴۱۹٬۰۰۰                | ۱۱٬۴۳۰٬۶۰۲                       | ۱۱٬۶۰۲     | ۰٫۱٪       |
| ۷    | اوهایو              | ۱۰٬۷۹۷٬۰۰۰                | ۱۰٬۸۴۷٬۱۱۵                       | ۵۰٬۱۱۵     | ۰٫۴٪       |
| ۸    | میشیگان             | ۹٬۲۵۹٬۰۰۰                 | ۹٬۲۹۵٬۲۹۷                        | ۳۶٬۲۹۷     | ۰٫۳۹٪      |
| ۹    | نیوجرسی             | ۷٬۳۶۴٬۰۰۰                 | ۷٬۷۳۰٬۱۸۸                        | ۳۶۶٬۱۸۸    | ۴٫۹۷٪      |
| ۱۰   | کارولینای شمالی     | ۵٬۸۷۴٬۰۰۰                 | ۶٬۶۲۸٬۶۳۷                        | ۷۵۴٬۶۳۷    | ۱۲٫۸٪      |
| ۱۱   | جورجیا              | ۵٬۴۶۴٬۰۰۰                 | ۶٬۴۷۸٬۲۱۶                        | ۱٬۰۱۴٬۲۱۶  | ۱۸٫۵٪      |
| ۱۲   | ویرجینیا            | ۵٬۳۴۶٬۰۰۰                 | ۶٬۱۸۷٬۳۵۸                        | ۸۴۱٬۳۵۸    | ۱۵٫۷٪      |
| ۱۳   | ماساچوست            | ۵٬۷۳۷٬۰۰۰                 | ۶٬۰۱۶٬۴۲۵                        | ۲۷۹٬۴۲۵    | ۴٫۸۷٪      |
| ۱۴   | ایندیانا            | ۵٬۴۹۱٬۰۰۰                 | ۵٬۵۴۴٬۱۵۹                        | ۵۳٬۱۵۹     | ۰٫۹۶٪      |
| ۱۵   | میزوری              | ۴٬۹۱۷٬۰۰۰                 | ۵٬۱۱۷٬۰۷۳                        | ۲۰۰٬۰۷۳    | ۴٫۰٪       |
| ۱۶   | ویسکانسین           | ۴٬۷۰۶٬۰۰۰                 | ۴٬۸۹۱٬۷۶۹                        | ۱۸۵٬۷۶۹    | ۳٫۹٪       |
| ۱۷   | تنسی                | ۴٬۵۹۱٬۰۰۰                 | ۴٬۸۷۷٬۱۸۵                        | ۲۸۶٬۱۸۵    | ۶٫۲٪       |
| ۱۸   | واشینگتن (ایالت)    | ۴٬۱۳۰٬۰۰۰                 | ۴٬۸۶۶٬۶۹۲                        | ۷۳۶٬۶۹۲    | ۱۷٫۸٪      |
| ۱۹   | مریلند              | ۴٬۲۱۶٬۰۰۰                 | ۴٬۷۸۱٬۴۶۸                        | ۵۶۵٬۴۶۸    | ۱۳٫۴٪      |
| ۲۰   | مینه‌سوتا            | ۴٬۰۷۷٬۰۰۰                 | ۴٬۳۷۵٬۰۹۹                        | ۲۹۸٬۰۹۹    | ۷٫۳٪       |
| ۲۱   | لوئیزیانا           | ۴٬۲۰۳٬۰۰۰                 | ۴٬۲۱۹٬۹۷۳                        | ۱۶٬۹۷۳     | ۰٫۴٪       |
| ۲۲   | آلاباما             | ۳٬۸۹۱٬۰۰۰                 | ۴٬۰۴۰٬۵۸۷                        | ۱۴۹٬۵۸۷    | ۳٫۸٪       |
| ۲۳   | کنتاکی              | ۳٬۶۶۱٬۰۰۰                 | ۳٬۶۸۵٬۲۹۶                        | ۲۴٬۲۹۶     | ۰٫۶۶٪      |
| ۲۴   | آریزونا             | ۲٬۷۱۸٬۰۰۰                 | ۳٬۶۶۵٬۲۲۸                        | ۹۴۷٬۲۲۸    | ۳۴٫۸٪      |
| ۲۵   | کارولینای جنوبی     | ۳٬۱۱۹٬۰۰۰                 | ۳٬۴۸۶٬۷۰۳                        | ۳۶۷٬۷۰۳    | ۱۱٫۷٪      |
| ۲۶   | کلرادو              | ۲٬۸۹۰٬۰۰۰                 | ۳٬۲۹۴٬۳۹۴                        | ۴۰۴٬۳۹۴    | ۱۴٫۰٪      |
| ۲۷   | کنتیکت              | ۳٬۱۰۷٬۰۰۰                 | ۳٬۲۸۷٬۱۱۶                        | ۱۸۰٬۱۱۶    | ۵٫۸٪       |
| ۲۸   | اکلاهما             | ۳٬۰۲۶٬۰۰۰                 | ۳٬۱۴۵٬۵۸۵                        | ۱۱۹٬۵۸۵    | ۳٫۹٪       |
| ۲۹   | اورگن               | ۲٬۶۳۲٬۰۰۰                 | ۲٬۸۴۲٬۳۲۱                        | ۲۱۰٬۳۲۱    | ۸٫۰٪       |
| ۳۰   | آیووا               | ۲٬۹۱۴٬۰۰۰                 | ۲٬۷۷۶٬۷۵۵                        | -۱۳۷٬۲۴۵   | -۴٫۷٪      |
| ۳۱   | میسیسیپی (ایالت)    | ۲٬۵۲۰٬۰۰۰                 | ۲٬۵۷۳٬۲۱۶                        | ۵۳٬۲۱۶     | ۲٫۱٪       |
| ۳۲   | کانزاس              | ۲٬۳۶۳٬۰۰۰                 | ۲٬۴۷۷٬۵۷۴                        | ۱۱۴٬۵۷۴    | ۴٫۸٪       |
| ۳۳   | آرکانزاس            | ۲٬۲۸۵٬۰۰۰                 | ۲٬۳۵۰٬۷۲۵                        | ۶۵٬۷۲۵     | ۲٫۹٪       |
| ۳۴   | ویرجینیای غربی      | ۱٬۹۵۰٬۰۰۰                 | ۱٬۷۹۳٬۴۷۷                        | -۱۵۶٬۵۲۳   | -۸٫۰٪      |
| ۳۵   | یوتا                | ۱٬۴۶۱٬۰۰۰                 | ۱٬۷۲۲٬۸۵۰                        | ۲۶۱٬۸۵۰    | ۱۷٫۹٪      |
| ۳۶   | نبراسکا             | ۱٬۵۷۰٬۰۰۰                 | ۱٬۵۷۸٬۳۸۵                        | ۸٬۳۸۵      | ۰٫۵۳٪      |
| ۳۷   | نیومکزیکو           | ۱٬۲۹۹٬۰۰۰                 | ۱٬۵۱۵٬۰۶۹                        | ۲۱۶٬۰۶۹    | ۱۶٫۶٪      |
| ۳۸   | مین (ایالت)         | ۱٬۱۲۵٬۰۰۰                 | ۱٬۲۲۷٬۹۲۸                        | ۱۰۲٬۹۲۸    | ۹٫۱٪       |
| ۳۹   | نوادا               | ۷۹۹٬۰۰۰                   | ۱٬۲۰۱٬۸۳۳                        | ۴۰۲٬۸۳۳    | ۵۰٫۴٪      |
| ۴۰   | نیوهمپشر            | ۹۲۱٬۰۰۰                   | ۱٬۱۰۹٬۲۵۲                        | ۸۸٬۲۵۲     | ۲۰٫۴٪      |
| ۴۱   | هاوایی              | ۹۸۵٬۰۰۰                   | ۱٬۱۰۸٬۲۲۹                        | ۱۲۳٬۲۲۹    | ۱۲٫۵٪      |
| ۴۲   | آیداهو              | ۹۴۵٬۰۰۰                   | ۱٬۰۰۶٬۷۴۹                        | ۶۱٬۷۴۹     | ۶٫۵٪       |
| ۴۳   | رود آیلند           | ۹۴۸٬۰۰۰                   | ۱٬۰۰۳٬۴۶۴                        | ۵۵٬۴۶۴     | ۵٫۸۵٪      |
| ۴۴   | مونتانا             | ۷۸۷٬۰۰۰                   | ۷۹۹٬۰۶۵                          | ۱۲٬۰۶۵     | ۱٫۵٪       |
| ۴۵   | داکوتای جنوبی       | ۶۹۰٬۰۰۰                   | ۶۹۶٬۰۰۴                          | ۶٬۰۰۴      | ۰٫۸۷٪      |
| ۴۶   | دلاویر              | ۵۹۶٬۰۰۰                   | ۶۶۶٬۱۶۸                          | ۷۰٬۱۶۸     | ۱۱٫۷٪      |
| ۴۷   | داکوتای شمالی       | ۶۵۴٬۰۰۰                   | ۶۳۸٬۸۰۰                          | -۱۵٬۲۰۰    | -۲٫۳٪      |
| —    | واشینگتن دی.سی.     | ۶۳۸٬۰۰۰                   | ۶۰۶٬۹۰۰                          | -۳۱٬۱۰۰    | -۴٫۹٪      |
| ۴۸   | ورمانت              | ۵۱۲٬۰۰۰                   | ۵۶۲٬۷۵۸                          | ۵۰٬۷۵۸     | ۹٫۹٪       |
| ۴۹   | آلاسکا              | ۴۰۰٬۰۰۰                   | ۵۵۰٬۰۴۳                          | ۱۵۰٬۰۴۳    | ۳۷٫۵٪      |
| ۵۰   | وایومینگ            | ۴۷۱٬۰۰۰                   | ۴۵۳٬۵۸۸                          | -۱۷٬۴۱۲    | -۳٫۷٪      |
|      | ایالات متحده آمریکا | ۲۲۶٬۵۴۵٬۸۰۵               | ۲۴۸٬۷۰۹٬۸۷۳                      | ۲۲٬۱۶۴٬۰۶۸ | ۹٫۸٪       |